# Chamoso (Corgo)
Chamoso (llamada oficialmente San Cristovo de Chamoso) es una parroquia española del municipio de Corgo, en la provincia de Lugo, Galicia.

## Otras denominaciones
La parroquia también es conocida por los nombres de San Cristóbal de Chamoso y San Cristobo de Chamoso.

## Organización territorial
La parroquia está formada por cuatro entidades de población:
- Abuín
- Don Xulián
- San Cristobo (San Cristovo)
- Souto (O Souto)

## Demografía
| Gráfica de evolución demográfica de Chamoso entre 2000 y 2021 |
|                                                               |
| Datos según el nomenclátor publicado por el INE.              |